# Liste des monuments historiques de Saint-Barthélemy
Cet article recense les monuments historiques de  Saint-Barthélemy, en France.

## Statistiques
Au 30 juillet 2025, Saint-Barthélemy compte sept édifices comportant au moins une protection au titre des monuments historiques. Six sont situés dans la ville de Gustavia et un dans le quartier de Lorient, et tous font l'objet d'une inscription.

## Liste
| Monument                                                   | Adresse                                             | Coordonnées                         | Notice         | Protection | Date      | Illustration                                              |
| ---------------------------------------------------------- | --------------------------------------------------- | ----------------------------------- | -------------- | ---------- | --------- | --------------------------------------------------------- |
| Batterie suédoise du fort Gustave-III                      | La Tourmente, Gustavia                              | 17° 54′ 05″ nord, 62° 51′ 08″ ouest | « PA97100004 » | inscrit    | 1995      | Image manquante Téléverser                                |
| Clocher suédois de Gustavia                                | Près de la sous-préfecture Rue Lubin Prin, Gustavia | 17° 53′ 43″ nord, 62° 50′ 52″ ouest | « PA97100006 » | inscrit    | 1995      | Clocher suédois de Gustavia                               |
| Église Notre-Dame-de-l'Assomption de Gustavia              | Rue de l'église, Gustavia                           | 17° 53′ 41″ nord, 62° 50′ 54″ ouest | « PA97100008 » | inscrit    | 1995      | Église Notre-Dame-de-l'Assomption de Gustavia             |
| Maison Dinzey Le Brigantin                                 | Rue Jeanne-d'Arc, Gustavia                          | 17° 53′ 43″ nord, 62° 51′ 02″ ouest | « PA00105883 » | inscrit    | 1990      | Maison DinzeyLe Brigantin                                 |
| Maison des Gouverneurs (ancien hôtel de ville de Gustavia) | Rue August Nyman, Gustavia                          | 17° 53′ 54″ nord, 62° 50′ 58″ ouest | « PA97100005 » | inscrit    | 1995 2006 | Maison des Gouverneurs(ancien hôtel de ville de Gustavia) |
| Ancien presbytère suédois de Gustavia                      | 31 rue du Roi Oscar II, Gustavia                    | 17° 53′ 49″ nord, 62° 50′ 54″ ouest | « PA97100012 » | inscrit    | 2002      | Image manquante Téléverser                                |
| Église de Lorient                                          | Quartier de Lorient                                 | 17° 54′ 20″ nord, 62° 49′ 26″ ouest | « PA97100007 » | inscrit    | 1995      | Église de Lorient                                         |